# 迷坝乡
迷坝乡，是中华人民共和国甘肃省陇南市康县下辖的一个乡镇级行政单位。

## 行政区划
迷坝乡下辖以下地区：
孟家坝村、马莲嘴村、四方庄村、姚家山村、刘家河村、迷坝村、腰镡村、八罗村、王家大山村、老沟村、十字村和张台村。